# 小行星15807
小行星15807是一個屬於QB1天體及海王星外天體的小行星，屬於QB1天體中的冷群體（cold population）。1994年4月15日，天文學家大衛·朱維特和Jun Chen在夏威夷希洛的毛納基山天文台發現了它，當時它的暫時編號為1994 GV9。
小行星15807是第二個被發現的QB1天體，而第一個被發現的是小行星15760。

## 描述
截至2018年，它遠離太陽43.3 AU。現時它與海王星的最短可能距離（MOID）是11.2 AU（1.68 × 109 km）。現時我們對它的認識很有限。根據其亮度和距離估計，它的直徑大約100至150公里，視乎於其反照程度。
小行星15807是第二個被小行星中心賦予永久編號的QB1天體。而第一個QB1天體是阿爾比恩。

## 外部連結
- Orbital simulation from JPL (Java) / Ephemeris （页面存档备份，存于）(英語)
- IAU minor planet lists （页面存档备份，存于）(英語)